# Janjanbureh (LGA)
Janjanbureh é uma das oito Áreas de Governo Local, na Gâmbia. Coincide em parte com a divisão de Central River. A capital é a cidade de Janjanbureh.